# Celia, lo que dice
Celia, lo que dice es el primero en la serie de libros infantiles escritos por la famosa escritora española Elena Fortún.  El libro es una colección de cortas historias originalmente publicadas en revistas en 1928.
Las historias ─escritas desde la perspectiva de una niña de siete años de edad llamada Celia Gálvez de Montalbán─ narraban la vida de la protagonista viviendo en Madrid con su familia. El personaje ideado por Elena Fortún fue un personaje extremadamente popular desde su primera aparición en 1928 hasta los años 1960.
Celia estaba caracterizada como una niña que de seguido cuestionaba el mundo que le rodeaba en maneras que eran tanto ingeniosas como inocentes.  La novela fue seguida por varias secuelas durante los años 1930 y 50, el último publicado en 1987, treinta y cinco años después de la muerte de la escritora.  La primera de estas secuelas fue Celia en el colegio, originalmente publicada en 1932.  Los libros fueron tan populares como exitosos durante el tiempo que seguía su publicación y mucho después, y son hoy considerados clásicos de la literatura española.  
Los tres primeros libros fueron llevados a la televisión en 1992, en una serie producida por José Luis Borau titulada Celia, la cual protagonizaba  Cristina Cruz Mínguez en el papel de Celia.

## Capítulos recopilados en el libro
Noche de Reyes
El día de San Antón
Miss Nelly
Mamá se va
La Cenicienta
Promesas sin cumplir
En casa de María Teresa
La carabela "Santa María"
El Museo del Negro
En busca de la madrina
El modelo de París
¿Es pecado mentir?
Corte de pelo
El aeroplano pequeñito
El milagro
¡Mamá es un hada!
"Dalila"
La perfecta Florita
¡Ha llegado el niño!
El centro de la Tierra
El baño y el bañero
Doña Benita
Una tarde en la visita
Los cachorros de "Dalila"
La noche en el jardín
El abuelo de Carlotica
La compra de la ermita
El duende
Me pongo a servir
Encerrados
El pobre "Domingo"
En casa de tía Julia
El colegio francés
El hada en el sotabanco
El cuento chino
En el teatro
El día de mi santo
Maimón, el morito
El peso de Baby
Alfredo, el pájaro bueno
El borriquillo
Los tres regalos
¡¡Adiós!!